# Бин, Уильям Джексон
Уильям Джексон Бин (англ. William Jackson Bean или англ. William Bean, 26 мая 1863 — 19 апреля 1947) — британский ботаник, куратор Королевских ботанических садов Кью.

## Биография
Уильям Джексон Бин родился в графстве Йоркшир 26 мая 1863 года.
Бин вступил в Королевские ботанические сады Кью в 20 лет, будучи студентом. Через 40 лет он стал куратором Королевских ботанических садов Кью (1922—1929). Он был ответственен за замену многих старых деревьев и кустарников в дендрарии.
В 1914 году была опубликована его работа Trees and Shrubs Hardy in the British Isles, которая принесла ему мировую авторитетность.
Бин был награждён Королевским Викторианским орденом, Орденом Имперской службы, а также Victoria Medal of Honour (1917) и Veitch Memorial Medal (1922).
Уильям Джексон Бин умер в графстве Суррей 19 апреля 1947 года.

## Научная деятельность
Уильям Джексон Бин специализировался на семенных растениях.

## Публикации
- Trees and Shrubs Hardy in the British Isles (1914)[3].

## Почести
Cytisus x beanii был назван в его честь.  